# Nombre d'Erdős–Nicolas
Ne pas confondre avec la notion de nombre d'Erdős ou celle de nombre d'Erdős-Woods.
En théorie des nombres, un nombre d'Erdős–Nicolas est un entier naturel qui n'est pas parfait, mais qui est égal à une des sommes partielles de ses diviseurs. Ainsi, un entier n est un nombre d'Erdős–Nicolas s'il existe un autre entier m tel que :
{\displaystyle \sum _{d\mid n,\ d\leq m}d=n.}

Les dix premiers  nombre d'Erdős–Nicolas sont
24, 2016, 8190, 42336, 45864, 392448, 714240, 1571328, 61900800 et 91963648 (suite A194472 de l'OEIS).
Ils ont été nommés d'après Paul Erdős et Jean-Louis Nicolas, qui écrivirent à leur sujet en 1975.